# جورج إم. أودوم
جورج إم. أودوم (بالإنجليزية: George M. Odom)‏ هو فارس أمريكي، ولد في 8 يوليو 1882 في كولومبوس في الولايات المتحدة، وتوفي في 29 يوليو 1964.